# Ignaz Zadek senior

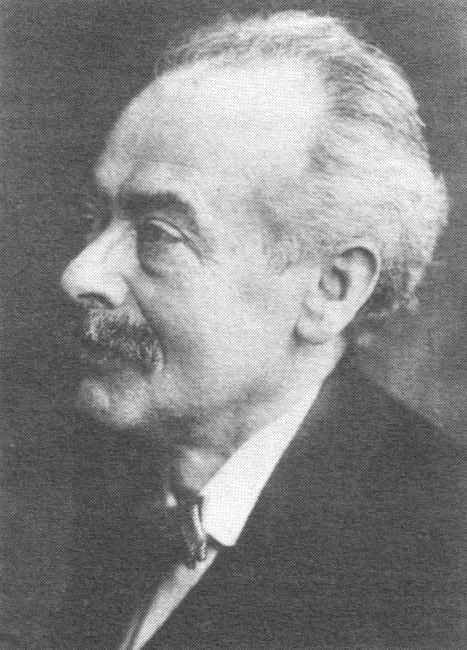
Ignaz Zadek 1858–1931

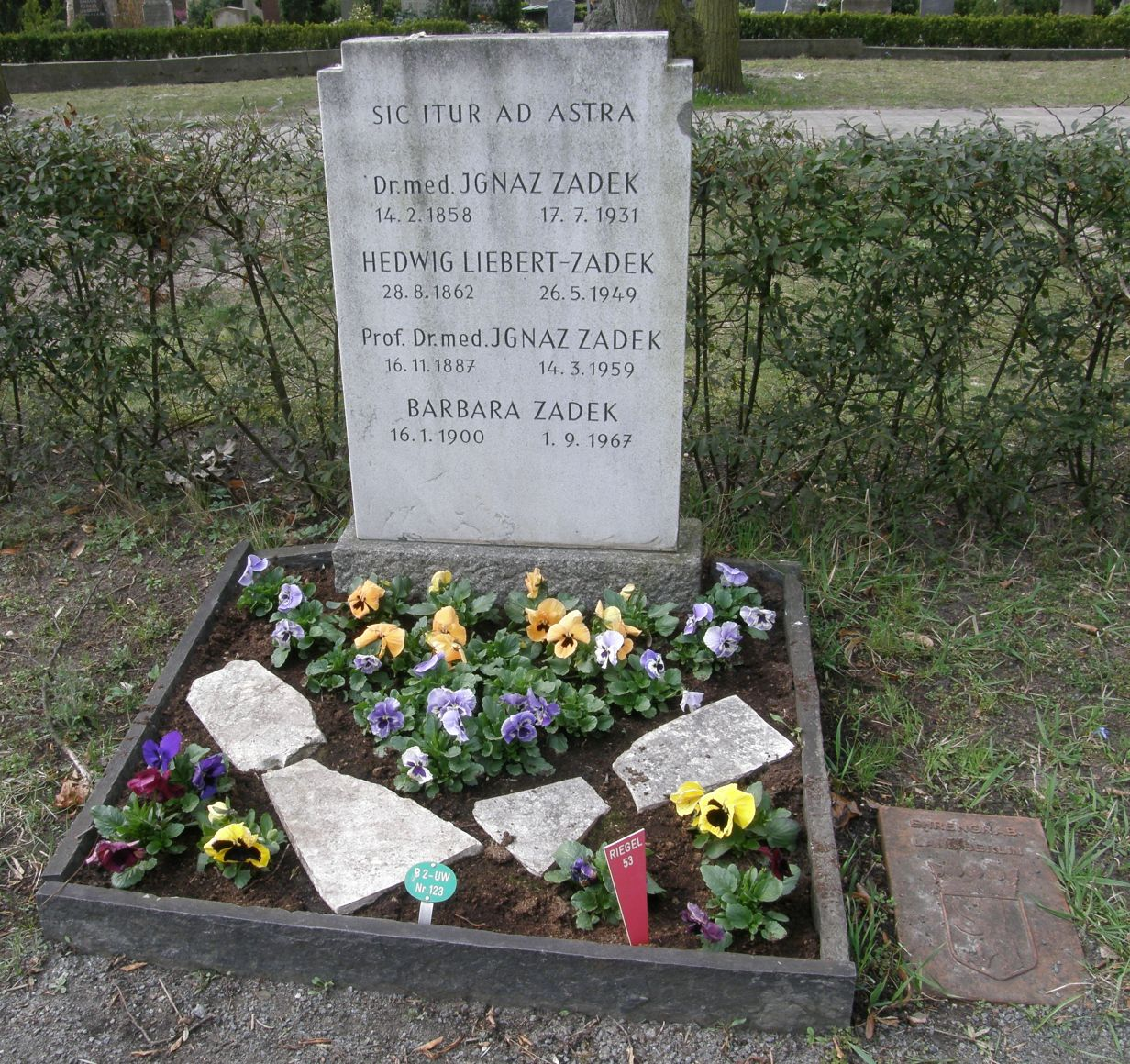
Grabmal der Familie Zadek auf dem Friedhof Wilmersdorf

Ignaz Zadek (* 14. Februar 1858 in Posen; † 17. Juli 1931 in Berlin) war ein deutscher Arzt und Stadtverordneter in Berlin (SPD).

## Wirken
Der Kaufmannssohn absolvierte nach dem Ende seiner Schullaufbahn ein Medizinstudium an der Universität Berlin, das er im Jahr 1880 mit Staatsexamen abschloss. Im selben Jahr wurde er zum Dr. med. promoviert. Anschließend war er im Jüdischen Krankenhaus Berlin tätig, danach für ein Jahr beim Norddeutschen Lloyd als Schiffsarzt und schließlich praktizierte er als Allgemeinmediziner in Berlin.
Zadek war Begründer und Vorsitzender des Sozialistischen Ärztevereins Berlin, Herausgeber der Arbeiter-Gesundheitsbibliothek und Autor sozialmedizinischer Abhandlungen. Von 1892 bis 1911 war er mit Unterbrechung Stadtverordneter in Berlin der SPD. In dieser Funktion betrieb er die Reform des Gesundheitswesens, so forderte er 1893 die Einrichtung eines städtischen Gesundheitsamts.
Zadek setzte in Berlin kostenlose Desinfektionstellen zur Infektionseindämmung durch.
Er vertrat eugenische Züchtungsgedanken:

„Die Ausmerzung der Ungeeigneten, die Aufzucht hochwertiger, körperlich und geistig gesunder Individuen wird die sozialistische Gemeinde zu Maßnahmen veranlassen, welche die Höherentwicklung ihrer Mitglieder planmäßig vorbereitet.“

Zadek war der Schwager des Neuköllner Hygienearztes Raphael Silberstein (1873–1926). Seine Schwester Regina war die Ehefrau des Politikers und Theoretikers Eduard Bernstein (1850–1932). Zadek war zweimal verheiratet: Zuerst mit Hedwig Korbasiewicz, mit der er zwei Kinder hatte (Käthe und Ignaz), anschließend mit July Nathan, mit der er drei Kinder hatte (Lilli, Else und Walter). Ignaz Zadeks Grab auf dem Friedhof Wilmersdorf wurde von 1990 bis 2014 als Ehrengrab des Landes Berlin geführt (Grablage B2-UW-123).

## Zeitschriftenbeiträge (Auswahl)
In: Der sozialistische Arzt
- Zur Ambulatorienfrage. Band I (1925) Heft 2–3 (Juli), S. 11–16 Digitalisat
- Achtstundentag. Band II (1927), Heft 4 (März), S. 36 Digitalisat
- Zur Ärztekammerwahl. Band III (1927), Heft 1–2 (August), S. 1–7 Digitalisat
- Dr. Hirschfeld-Harburg †. Band III (1927), Heft 1–2 (August), S. 61–62 Digitalisat
- Ärzte und Krankenkassen. Band III (1927), Heft 3 (Dezember), S. 3–5 Digitalisat
- Zum Programm des Vereins sozialistischer Ärzte. Band IV (1928), Heft 1–2 (August), S. 17–24  Digitalisat
- M. Epstein 60. Jahre alt. Band IV (1928), Heft 3–4 (Dezember), S. 41–43 Digitalisat
- Haushaltsberatungen in der Berliner Ärztekammer. Band V (1929), Heft 1, (März), S. 6–10 Digitalisat